# Rhinolophus inops
Rhinolophus inops is een vleermuis uit het geslacht der echte hoefijzerneuzen (Rhinolophus).

## Afmetingen
De totale lengte bedraagt 76 tot 89 mm, de staartlengte 18 tot 27 mm, de achtervoetlengte 13 tot 18 mm, de oorlengte 24 tot 26 mm, de voorarmlengte 54 tot 57 mm en het gewicht 14 tot 18 g (gebaseerd op dieren uit het Kitangladgebergte op Mindanao).

## Verspreiding
Deze soort komt voor in de Filipijnen. De soort is gevangen op Biliran, Camiguin, Catanduanes, Leyte, Luzon, Mindanao, Negros en Polillo. De soort komt algemeen voor in primair regenwoud tot op 2250 m hoogte, maar is zeldzaam in secundair woud.

## Ontwikkeling
De taxonomie van deze soort is deels nog onduidelijk, omdat het holotype in de vorm van het neusblad van andere exemplaren afwijkt en er een vrij grote geografische variatie is. Mogelijk bestaan er meerdere soorten binnen het huidige concept van R. inops. Het karyotype bedraagt 2n=58, FN=60 voor een exemplaar uit Leyte.